# Welsh Football League Division One
Welsh Football League Division One – trzeci poziom rozgrywek ligowych w piłkę nożną w części południowej Walii, po raz pierwszy zorganizowany w 1904 roku. Do 1992 był pierwszym poziomem, a do 2019 drugim.

## Format
W rozgrywkach bierze udział 16 klubów, którzy zmagają się przez 2 rundy systemem kołowym, w sumie 30 kolejek. Mistrz może awansować do Welsh Premier League, jeżeli uzyska Licencję Krajową. Jeśli nie uzyska licencji, to zespół, który zajął drugie miejsce, w wypadku uzyskania licencji, może być promowany zamiast mistrza. Dwie najsłabsze drużyny ligi spadają do Welsh Football League Division Two.

## Historia
Rhymney Valley League Division 1 została założona w 1904 roku. Do 1912 roku była najwyższą ligą rozgrywek piłkarskich w Walii. W 1909 roku zmieniła nazwę na Glamorgan League Division 1, a w 1912 na Welsh Football League Division 1. Liga obejmowała kluby z południowej części Walii. W 1964 roku przyjęła nazwę Welsh Football League Premier Division, a w 1983 roku Welsh Football League National Division. Do 1992 na szczeblu centralnym nie prowadzono rozgrywek o mistrzostwo Walii. Wcześniej od 1945 istniały trzy regionalne ligi (północ, środek, południe), w których walczono o mistrzostwo regionu. Po utworzeniu Welsh Premier League w 1992 roku Welsh Football League Division One razem z Cymru Alliance stała drugim poziomem rozgrywek w Walii.

## Nazwy
- 1904–1909: Rhymney Valley League Division 1
- 1909–1912: Glamorgan League Division 1
- 1912–1964: Welsh Football League Division 1
- 1964–1983: Welsh Football League Premier Division
- 1983–1992: Welsh Football League National Division
- od 1992: Welsh Football League Division 1

## Skład ligi w sezonie 2019/2029
- Aberbargoed Buds
- Abergavenny Town
- AFC Llwydcoed
- Bridgend Street
- Caldicot Town
- Croesyceiliog
- Dinas Powys
- Garden Village
- Goytre
- Monmouth Town
- Penydarren BGC
- Pontardawe Town
- Port Talbot Town
- Risca United
- Ton Pentre
- Trefelin BGC

## Zwycięzcy rozgrywek
Rhymney Valley League Division 1
- 1905 - Aberdare
- 1906 - Rogerstone
- 1907 - Cwmaman
- 1908 - Ton Pentre
- 1909 - Aberdare

Glamorgan League Division 1
- 1910 - Treharris
- 1911 - Merthyr Town
- 1912 - Aberdare

Welsh Football League Division 1
- 1913 - Swansea Town Reserves
- 1914 - Llanelly
- 1915 - Ton Pentre
- 1920 - Mid Rhondda
- 1921 - Aberdare
- 1922 - Porth
- 1923 - Cardiff City Reserves
- 1924 - Pontypridd
- 1925 - Swansea Town Reserves
- 1926 - Swansea Town Reserves
- 1927 - Barry Reserves
- 1928 - Newport County Reserves
- 1929 - Cardiff City Reserves
- 1930 - Llanelly
- 1931 - Merthyr Town Reserves
- 1932 - Lovell's Athletic
- 1933 - Llanelli
- 1934 - Swansea Town Reserves
- 1935 - Swansea Town Reserves
- 1936 - Swansea Town Reserves
- 1937 - Newport County Reserves
- 1938 - Lovell's Athletic
- 1939 - Lovell's Athletic
- 1946 - Lovell's Athletic
- 1947 - Lovell's Athletic
- 1948 - Lovell's Athletic
- 1949 - Merthyr Town Reserves
- 1950 - Merthyr Tydfil Reserves
- 1951 - Swansea Town Reserves
- 1952 - Merthyr Tydfil Reserves
- 1953 - Ebbw Vale & Cwm
- 1954 - Pembroke Borough
- 1955 - Newport County Reserves
- 1956 - Pembroke Borough
- 1957 - Haverfordwest County
- 1958 - Ton Pentre
- 1959 - Abergavenny Thursdays
- 1960 - Abergavenny Thursdays
- 1961 - Ton Pentre
- 1962 - Swansea Town Reserves
- 1963 - Swansea Town Reserves
- 1964 - Swansea Town Reserves

Welsh Football League Premier Division
- 1965 - Swansea Town Reserves
- 1966 - Lovell's Athletic
- 1967 - Cardiff City Reserves
- 1968 - Cardiff City Reserves
- 1969 - Bridgend Town
- 1970 - Cardiff City Reserves
- 1971 - Llanelli
- 1972 - Cardiff City Reserves
- 1973 - Bridgend Town
- 1974 - Ton Pentre
- 1975 - Newport County Reserves
- 1976 - Swansea City Reserves
- 1977 - Llanelli
- 1978 - Llanelli
- 1979 - Pontllanfraith
- 1980 - Newport County Reserves
- 1981 - Haverfordwest County
- 1982 - Ton Pentre
- 1983 - Barry Town

Welsh Football League National Division
- 1984 - Barry Town
- 1985 - Barry Town
- 1986 - Barry Town
- 1987 - Barry Town
- 1988 - Ebbw Vale
- 1989 - Barry Town
- 1990 - Haverfordwest County
- 1991 - Abergavenny Thursdays
- 1992 - Abergavenny Thursdays

Welsh Football League Division 1
- 1992/1993: Ton Pentre A.F.C.
- 1993/1994: Barry Town F.C.
- 1994/1995: Briton Ferry Athletic F.C.
- 1995/1996: Carmarthen Town F.C.
- 1996/1997: Haverfordwest County A.F.C.
- 1997/1998: Ton Pentre A.F.C.
- 1998/1999: Ton Pentre A.F.C.
- 1999/2000: Ton Pentre A.F.C.
- 2000/2001: Ton Pentre A.F.C.
- 2001/2002: Ton Pentre A.F.C.
- 2002/2003: Bettws F.C.
- 2003/2004: Llanelli A.F.C.
- 2004/2005: Ton Pentre A.F.C.
- 2005/2006: Goytre United F.C.
- 2006/2007: Neath Athletic F.C.
- 2007/2008: Goytre United F.C.
- 2008/2009: Aberaman Athletic F.C.
- 2009/2010: Goytre United F.C.
- 2010/2011: Bryntirion Athletic F.C.
- 2011/2012: Cambrian & Clydach Vale B. & G.C.
- 2012/2013: West End F.C.
- 2013/2014: Monmouth Town F.C.
- 2014/2015: Caerau (Ely) A.F.C.
- 2015/2016: Cardiff Metropolitan University F.C.
- 2016/2017: Barry Town United F.C.
- 2017/2018: Llanelli Town A.F.C.
- 2018/2019: Pen-y-Bont F.C.